# Michel Kleinjans
Michel Kleinjans (Antwerpen, 5 januari 1964) is een Belgische zeiler. Hij is de eerste winnaar van de solo-zeilwedstrijd Portimão Global Ocean Race, een race rond de wereld. Hij volgde eerst de Hogere Zeevaartschool te Antwerpen en werd er officier ter lange omvaart.

## Roaring Forty
In 2009 won hij met de Roaring Forty, de 33.000 zeemijl lange wedstrijd rond de wereld. Die  startte op 12 oktober 2008 in Portimão en ging via Kaapstad, Wellington, Kaap Hoorn, Ilhabela (Brazilië), Charleston (South Carolina) terug naar Portimão. Waar men op 25 juni 2009 arriveerde.
In 2006 won Kleinjans samen met zijn zeilmaat, de Ier Michael Liddy, de Shetland Round Britian and Ireland Race. Datzelfde jaar won hij solo La Route du Rhum, tussen Saint Malo en het Antilliaanse Guadeloupe (Pointe-à-Pitre), eveneens met het schip Roaring Forty.